# Закиев, Джабраил Намет оглы
Джабраил Намет оглы Закиев (1926—2007) — азербайджанский, советский педагог. Народный учитель СССР (1980).

## Биография
Джабраил Закиев родился в 1926 году, в селе Джими (ныне в Губинском районе Азербайджана).
В 1941—1942 годах учился в Кубинском педагогическом техникуме, потом в Кубинском двухгодичном педагогическом институте, в 1947—1950 — на факультете языковой литературы Азербайджанского педагогического института, после окончания которого работал на ответственных должностях в сельском районе Гонагкенд.
В 1954—1959 годах — начальник отдела народного образования Гонагкенда, секретарь райкома партии.
В 1960—1985 годах — директор ПТУ №103 города Куба.
Умер 2 сентября 2007 года в городе Куба Азербайджанской Республики.

## Звания и награды
- Народный учитель СССР (1980)
- Орден «Знак Почёта» (1966)